# Carlos de Paula Couto
Carlos de Paula Couto (Porto Alegre, 30 de agosto de 1910 hasta 15 de noviembre de 1982) fue uno de los más grandes paleontólogos brasileños.

## Biografía
Investigador en el Museo Nacional de Brasil, especializada en paleomastozoologia (paleontología de mamíferos). Durante 40 años, decenas de artículos científicos publicados en las principales publicaciones internacionales.
También fue responsable de rescatar el trabajo de paleontólogo danés Peter Wilhelm Lund (1801-1880), que tradujo en Las Memorias del título de la paleontología brasileña (1850).
Entre sus obras se destacan entre la Paleontología brasileña (mamíferos) (1953) y el Tratado de Paleomastozoologia (1979).